# James A. FitzPatrick
James Anthony FitzPatrick (26 de fevereiro de 1894 – 12 de junho de 1980) foi um produtor, diretor, roteirista e narrador estadunidense, conhecido desde o início dos anos 1930 como "A Voz do Globo" por seus documentários de viagem Fitzpatrick's Traveltalks.

## Biografia

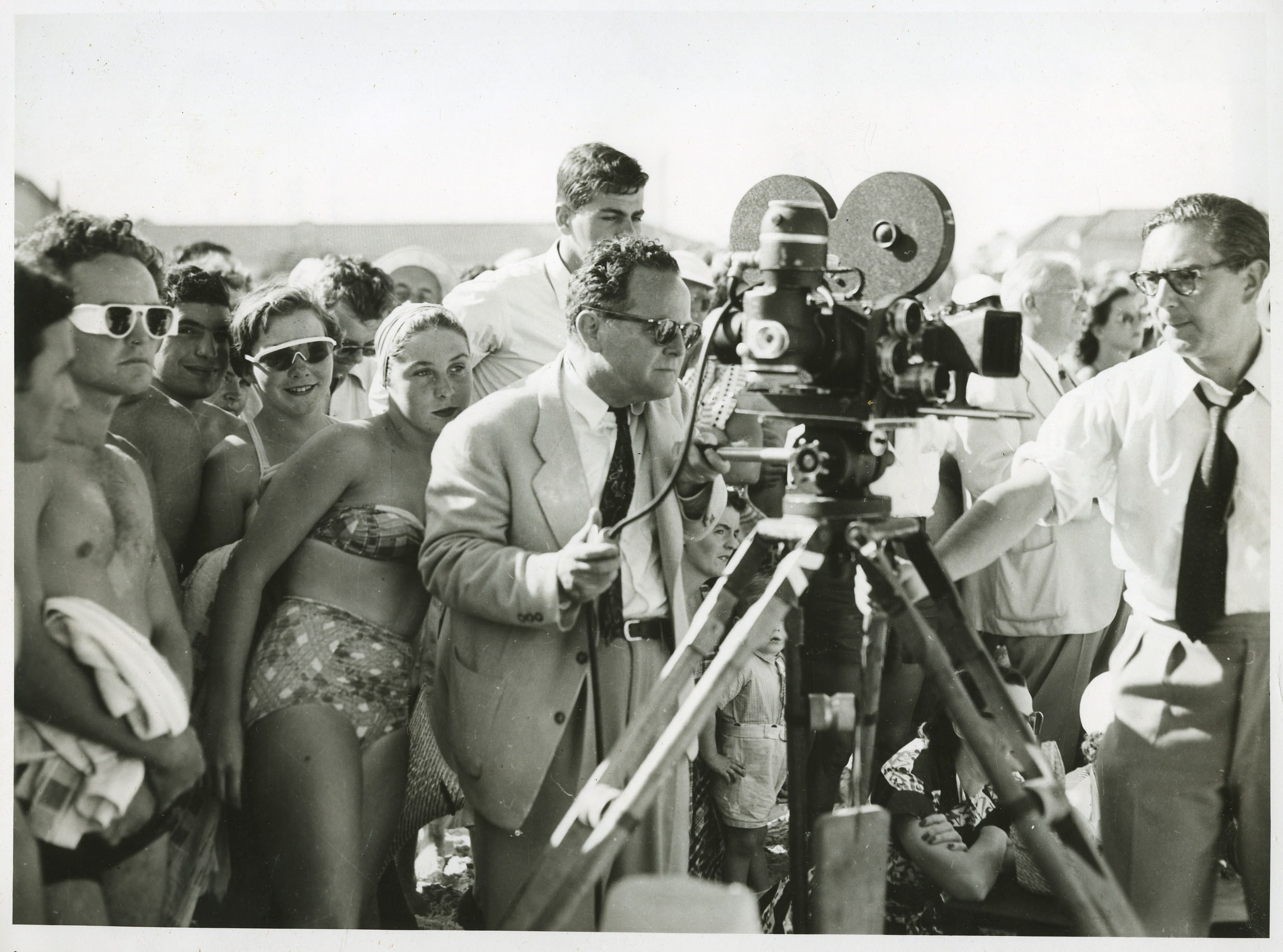
James FitzPatrick, uma equipe de filmagem e um grupo de pessoas na Praia de Bondi, na Austrália, em 1951.

Nasceu em Shelton, Connecticut. Formado em artes dramáticas, trabalhou como jornalista antes de entrar no cinema.  
Em 1916, fundou a Juvenile Film Company, produzindo curtas de comédia com crianças, antecessores de séries como Our Gang. Sem sucesso, em 1921 passou a dirigir e escrever para a Kineto Company, criando a série Great American Authors, sobre escritores famosos.
Após o fechamento da Kineto (1924), ele criou sua própria produtora e lançou duas séries: Famous Music Masters (sobre compositores) e Songs Of, distribuídas globalmente e, mais tarde, adaptadas para o som.
Em 1929, começou a produzir documentários de viagem para os mercados britânico e estadunidense. A Metro-Goldwyn-Mayer (MGM) distribuiu a série como FitzPatrick Traveltalks, que, a partir de 1934 (Holland in Tulip Time), foi filmada em Technicolor, sendo pioneira no uso regular de cores no cinema. FitzPatrick deixou a MGM em 1954, produziu uma série similar para a Paramount (VistaVision [en] Visits) e se aposentou em 1955.
Morreu aos 86 anos em Cathedral City, na Califórnia.